# Бала-Четырман
Бала-Четырман (баш. Бала Сытырман) — село в Федоровском районе Республики Башкортостан Российской Федерации. Административный центр Бала-Четырманского сельсовета.  Согласно переписи 2020 года население составляло 1388 человек.

## География
Село находится на берегу реки Ашкадар, в месте впадения реки Четырман.

### Географическое положение
Расстояние до:
- районного центра (Фёдоровка): 23 км,
- ближайшей ж/д станции (Мелеуз): 36 км.

## Население
| 2002 | 2009  | 2010  |
| ---- | ----- | ----- |
| 1617 | →1617 | ↘1426 |

### Национальный состав
Согласно переписи 2002 года, преобладающие национальности — башкиры (54 %), русские (30 %), татары (6 %).

## Религия
В селе есть мечеть и православный храм Святителя Спиридона Тримифунтского.